# ديف روبنسون (لاعب كرة قدم)
ديف روبنسون (بالإنجليزية: Dave Robinson)‏ (14 يوليو 1948 ببرمنغهام في المملكة المتحدة - 1 أبريل 2016) هو مدرب كرة قدم ولاعب كرة قدم بريطاني في مركزي الدفاع وقلب الدفاع. لعب مع برمنغهام سيتي ونادي والسول ونادي تاموورث.